# 佐藤助雄
佐藤 助雄（さとう すけお、1919年（大正8年）4月22日 - 1987年（昭和62年）10月19日）は、日本の彫刻家。山形県山形市出身。
初め木彫り彫刻を志し、後にブロンズ像に転向した。おおらかで詩的な人物像を得意とした。
長男は日本画家の佐藤良助。次男は彫刻家で長崎大学名誉教授の佐藤敬助。

## 来歴
1919年（大正8年）4月22日、仏師の父親の息子として山形県山形市に生まれる。父に木彫りを学んだ後、1936年（昭和11年）上京し木彫り彫刻家後藤良の内弟子となる。
1939年（昭和14年）、日本美術協会展出品作「ことり」が銅賞受賞。1941年（昭和16年）、第4回新文展出品作「後庭菜果」が初入選。1943年（昭和18年）、第6回新文展で「従軍看護婦」が特選受賞、政府買い上げ。
戦後は塑像に転向し、山形県展などで塑像出品による受賞を重ねた後、1954年（昭和29年）以降北村西望、富永直樹などに師事する。1955年（昭和30年）第11回日展出品作「布を纒ふ女」、翌1956年（昭和31年）第12回日展出品作「清立」は2年連続の特選受賞となった。
1959年（昭和34年）より日展会員、1964年（昭和39年）日展評議員、1981年（昭和56年）日展理事、1987年（昭和62年）日展監事。この間、しばしば日展審査員を務めた。
1976年（昭和51年）第8回改組日展「地と風」が文部大臣賞を受賞。1979年（昭和54年）第3回グループ絆展出品作「振向く」により第36回日本芸術院賞を受賞。
1987年（昭和62年）10月19日、東京都世田谷区の東急世田谷線宮坂第2号踏切で自殺を図り轢死、享年68。

## 主な作品
- 「母子像」- 神奈川県秦野市秦野駅前屋外展示[7]
- 「女人像」- 山形県山形市山形市役所庁舎内展示[8]
- 「平和の祈り」 - 1986年（昭和61年）12月作成[9]、東京都世田谷区世田谷公園屋外展示[10]。ブロンズ[9]。